# خوان ولاسکز تلاکوتزین
خوان ولاسکز تلاکوتزین (انگلیسی: Juan Velázquez Tlacotzin; درگذشته: ۱ ژانویهٔ ۱۵۲۶) سیاستمدار اهل مکزیک بود.
خوان ولاسکز تلاکوتزین رهبر آزتک‌ها در تنوچتیتلان، در دهه‌های پایانی امپراتوری آزتک بود. او پس از فتح امپراتوری آزتک توسط اسپانیا، از ۱۵۲۵ تا ۱۵۲۶، اولین فرمانروای بومی در تنوچتیتلان بود.

## زندگی‌نامه

### دوران آزتک
تلاکوتزین یکی از مشاوران ارشد در حکومت‌های موکتزومای دوم و کواتموک بود.

### دوران اسپانیا
تلاکوتزین به همراه کواتموک، توسط ارنان کورتس دستگیر و بعداً شکنجه شد تا محل گنجینه سلطنتی و طلای خانواده امپراتوری را فاش کند.
امپراتور کواتموک اعدام شد و ارنان کورتس تلاکوتزین را به جانشینی او برگزید. کورتس فرمان داد تا تلاکوتزین به مانند اسپانیایی‌ها لباس بپوشد و به او یک شمشیر و یک اسب سفید به علامت نماد موقعیت جدید او به عنوان حاکم آزتک دادند. تلاکوتزین همچنین توسط اسپانیایی‌ها لقب دون خوان ولاسکز گرفت و غسل تعمید داده شد.